# 아트페어

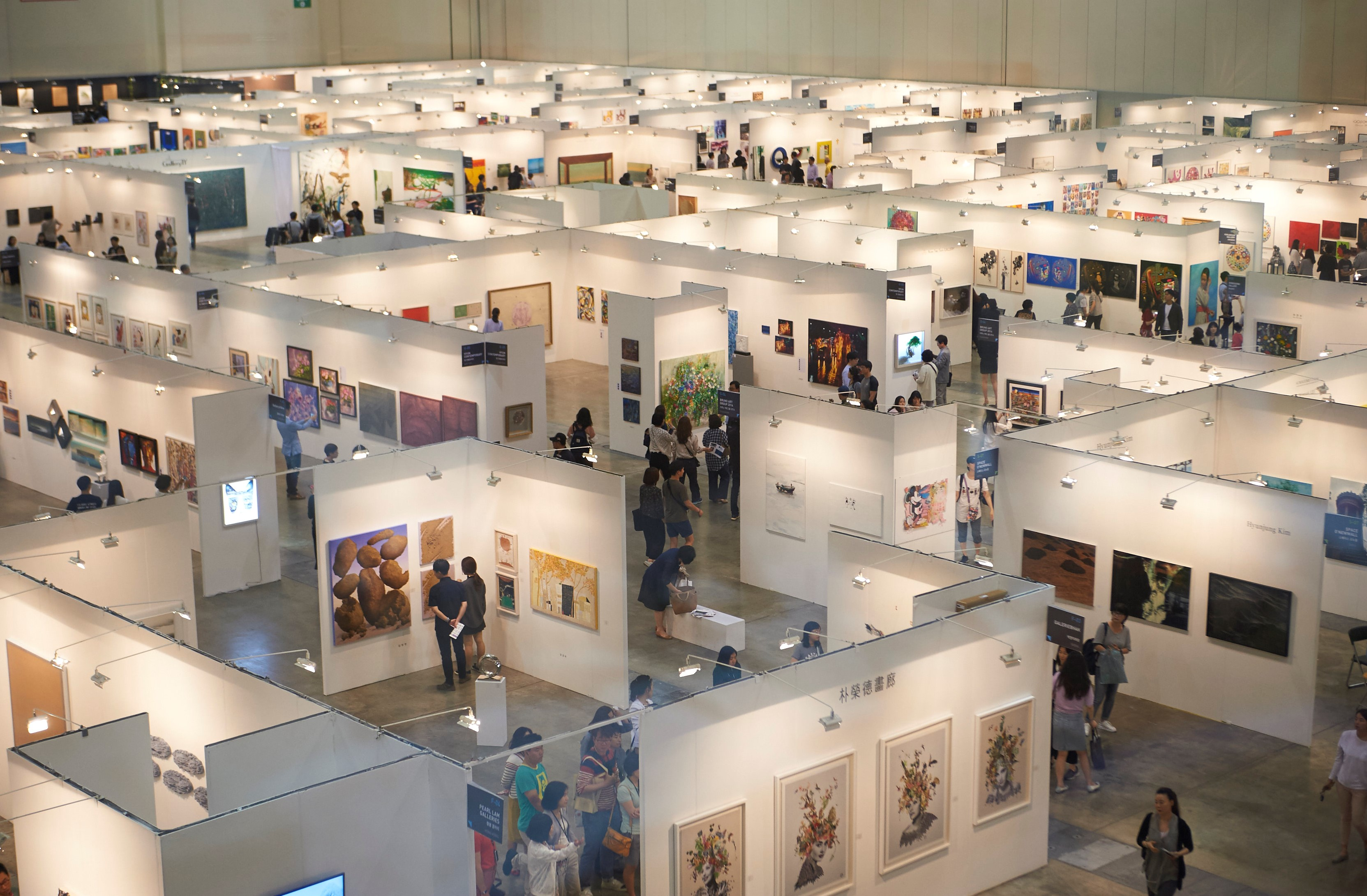
부산 아트페어

아트페어(Art fair)는 여러 갤러리가 연합하여 미술품을 전시, 판매하는 행사이다.
갤러리들이 그 해의 트렌드를 반영하여 개최하는 아트 페어는 일종의 견본 시장으로 1913년 뉴욕의 아모리 전시회를 최초의 아트페어로 여긴다.:416 현대적 아트페어는 1967년 독일의 퀼른에서 열린 아트 퀼른을 시초로 전 세계 160여 개 나라에서 해마다 열리고 있다. 미술시장에서 기존의 아트페어로는 스위스 바젤, 미국 마이애미 등이 중심으로 운영되었으나 2000년 이후 비약적으로 확대되었다. 런던의 프리즈 아트페어, 뉴욕의 아모리 쇼, 중국 상하이와 베이징의 아트페어와 같은 큰 규모의 아트 페어들이 운영되고 있다. 대한민국의 갤러리들 역시 이러한 국제 아트페어에 참가하고 있으며 2005년 국제 아트페어에 참가한 대한민국의 갤러리는 모두 29개소이다.

## 행사
아트페어는 갤러리들이 공동으로 주최하는 미술품 전시, 판매 행사이다. 다른 전시회와 마찬가지로 일정한 공간에 행사장을 마련하고 갤러리 마다 부스를 열어 행사 기간 동안 작품을 전시하고 판매한다.
도널드 톰슨은 《은밀한 갤러리》에서 세계 4대 아트페어로 스위스의 바젤 아트페어, 유러피언 파인 아트페어, 바잴이 미국을 겨냥해 만든 바잴 마이애미비치 아트페어, 런던에서 열리는 프리즈 아트페어를 꼽는다.:416 뉴욕의 아모리 쇼 역시 최초의 아트페어라는 역사와 함께 중요하게 취급된다. 이러한 중요 아트페어 행사가 열리는 같은 기간 동안 같은 지역에서는 중요 아트페어의 참가 티켓을 얻지 못한 작품들을 전시하는 위성 아트페어가 열린다. 예를 들어 아모리 쇼가 열리는 동안 뉴욕 주변에서는 크고 작은 16개의 아트페어가 한꺼번에 열린다.
오늘날에는 여러 비엔날레 역시 아트페어를 겸하는 경우가 있다.:416

## 역할
주최자인 갤러리의 입장에서 아트페어의 가장 중요한 역할은 작가 브랜드와 트렌드의 형성이다. 아트페어를 통해 판매되는 미술품은 판매액과 함께 소개되고 브로셔를 통해 작가와 소장자가 함께 소개된다. 이름있는 소장자가 작품을 소유했다는 것만으로도 작품의 가치를 띄우고 트랜드를 주도할 수 있다.:219-220 심지어 대학을 갖 졸업한 대학생들의 졸업작품까지 시장에 등장하며, 갤러리들은 작가의 연령을 자꾸 낮추는 추세이다.  언론은 작품가로 사람들의 관심을 부추키고 갤러리들은 이러한 관심을 유도하여 "거품"을 형성한다는 비판이 있다.
작가의 입장에서 아트페어에 작품을 내놓는 것은 일종의 프로필 관리가 될 수 있다. 한편 상상하기 힘든 높은 가격 때문에 미술품을 소장하는 것은 꿈에도 못 꿀 일반인들은 아트 페어를 통해 미술품을 감상할 기회를 가질 수 있다.

## 비판과 대안
아트페어는 철저히 상업적인 공간으로 미술품의 판매를 목적으로 한다. 그러나 젊은 작가의 작품이 아트페어에서 눈길을 끌고 높은 가격을 얻으면 곧바로 현대 미술을 선도하는 아방가르드로 추켜 세우는 경향이 있다. 아트페어가 일종의 문화 권력으로 작동하는 것이다. 아트페어를 이끄는 화이트 큐브와 같은 갤러리들은 젊은 작가들과 전속 계약을 함으로써 일종의 브랜드로 키우고 있다는 비판을 받고 있으며 신인 작가가 만든 작품의 가격은 어느 갤러리에서 판매하느냐에 따라 결정되는 경향이 있다.:393-399
세계적인 아트페어의 넘볼 수 없는 가격에 반발하여 "감당할 수 있는 아트페어"를 주장하는 어포더블 아트페어와 같은 아트페어는 작품의 상한가를 4만 달러로 제한하기도 한다. 미술 기획자들은 종종 한번도 작품을 팔아 본 적이 없는 진짜 신인들의 작품을 모은 대안 아트페어를 기획한다. 그러나 미술품 수집가의 상당수가 미술품을 미술적 가치가 아닌 투자적 가치로 보는 상황에서 이러한 대안적 시도의 성과는 제한적이다.